# Giro de Toscana sub-23
El Giro de Toscana sub-23 era una cursa ciclista per etapes que es disputava anualment a la Toscana, Itàlia. Estava reservada a ciclistes sub-23, des del 2005 va formar part del circuit UCI Europa Tour.

## Palmarès
| Any  | Vencedor          | Segon              | Tercer             |
| ---- | ----------------- | ------------------ | ------------------ |
| 1999 | Seweryn Kohut     | Leonardo Giordani  | Francesco Mannucci |
| 2000 | Antonio Salomone  | Dmitri Gainitdinov | Ruslan Pidgornyy   |
| 2001 | Denis Bondarenko  | Petter Renang      | Cristian Tosoni    |
| 2002 | Davide Bragazzi   | Antonio De Conto   | Maurizio Varini    |
| 2003 | Kirill Goloubev   | Andriy Grivko      | Giovanni Visconti  |
| 2004 | Andriy Grivko     | Alessio Signego    | Vincenzo Nibali    |
| 2005 | Sergey Firsanov   | Simone Guidi       | Donato Cannone     |
| 2006 | Francesco Gavazzi | Anton Rechetnikov  | Aurélien Passeron  |
| 2007 | Emanuele Vona     | Marco Cattaneo     | Mirko Selvaggi     |